# Thelypteris semirii
Thelypteris semirii là một loài dương xỉ trong họ Thelypteridaceae. Loài này được Salino & Melo mô tả khoa học đầu tiên năm 2000.